# Jamie Lee Curtis
Jamie Lee Curtis (Los Angeles, Kalifornia, 1958. november 22. –) Oscar-, BAFTA-, Emmy- valamint kétszeres Golden Globe-díjas amerikai színésznő, író.
Laurie Strode szerepében debütált a mozivásznon John Carpenter Halloween – A rémület éjszakája című 1978-as horrorfilmjében, mellyel megalapozta Sikolykirálynő státuszát. Ezt követően olyan horrorfilmekben tűnt fel, mint 1980-ban A köd, A szalagavató fantomja és A rettegés vonata, valamint a Vágóhíd négy keréken (1981). Laurie-ként tért vissza a Halloween 2. (1981), a H20 – Halloween húsz évvel később (1998), a Halloween – Feltámadás (2002), a Halloween (2018), a Gyilkos Halloween (2021) és A Halloween véget ér című Halloween-folytatásokban.
Egyéb filmes műfajokban is kipróbálta magát: az 1983-as Szerepcsere című filmvígjátékkal elnyerte a legjobb női mellékszereplőnek járó BAFTA-díjat, míg a hasonló műfajú A hal neve: Wanda (1988) női főszereplőként újabb BAFTA-jelölést hozott számára. James Cameron 1994-ben bemutatott True Lies – Két tűz között című akciófilmjével Golden Globe-díjat nyert. További fontosabb filmjei közé tartozik a Kék acél (1990), a My Girl – Az első szerelem (1991), a Halhatatlan szerelem (1992), A panamai szabó (2001), a Nem férek a bőrödbe (2003), a Gazdátlanul Mexikóban (2008), a Már megint Te?! (2010), a Veronica Mars (2014) és a Tőrbe ejtve (2019).
Az Anything But Love című szituációs komédiában 1989 és 1992 között Hannah Millert alakította, mely szerepért Golden Globe-díjat kapott. A Nicholas ajándéka (1998) című televíziós filmdráma egy Primetime Emmy-jelölést hozott számára. A Scream Queens – Gyilkos történet című horrorvígjáték-sorozattal hetedik Golden Globe-jelölését is megszerezte.
Janet Leigh és Tony Curtis lánya, Christopher Guest felesége. Férje révén a bárónői Lady Haden-Guest cím birtokosa. Számos gyermekkönyv szerzője, illetve bloggerként is tevékenykedik.

## Élete és pályafutása
Jamie Los Angelesben, Kaliforniában született a híres színész Tony Curtis és Janet Leigh lányaként. Apai nagyszülei magyarországi zsidó emigránsok voltak. Szülei 1962-ben elváltak, anyja Robert Brandthez ment feleségül. Egy nővére van, Kelly Curtis, aki szintén a színészi pályát választotta, és számos féltestvére, apja későbbi házasságaiból: Alexandra, Allegra, Ben, és Nicholas Curtis, aki 1994-ben drogtúladagolásban halt meg.
Első szerepét a Columbo: A szuperintelligens gyilkos című epizódjában játszotta mint pincérnő. Debütáló filmszerepe az 1978-as Halloween – A rémület éjszakája című filmben Laurie Strode volt. Ezután a '80-as években több horrorfilmben is játszott, innen ered Sikoly királynő neve is. Később krimikben és vígjátékokban szerepelt.

## Magánélete
1984. december 18-án feleségül ment Christopher Guesthez, Haden-Guest bárójához. A házaspárnak két örökbefogadott gyermeke van. Ezen kívül Jamie Jake Gyllenhaal keresztanyja.

## Filmográfia

### Film
| Év   | Magyar cím                                      | Eredeti cím                                                  | Szerep                         | Magyar hang         | Rendező                      |
| ---- | ----------------------------------------------- | ------------------------------------------------------------ | ------------------------------ | ------------------- | ---------------------------- |
| 1978 | Halloween – A rémület éjszakája                 | Halloween                                                    | Laurie Strode                  | Balázs Ágnes        | John Carpenter (1.)          |
| 1980 | A köd                                           | The Fog                                                      | Elizabeth Solley               | Csere Ágnes         | John Carpenter (2.)          |
| 1980 | A szalagavató fantomja                          | Prom Night                                                   | Kim Hammond                    | Balogh Erika        | Paul Lynch                   |
| 1980 | A rettegés vonata                               | Terror Train                                                 | Alana Maxwell                  |                     | Roger Spottiswoode           |
| 1981 | Menekülés New Yorkból                           | Escape from New York                                         | narrátor / computer (hangja)   |                     | John Carpenter (3.)          |
| 1981 | Országúti játszmák                              | Road Games                                                   | Pamela "Hitch" Rushworth       |                     | Richard Franklin             |
| 1981 | Halloween 2.                                    | Halloween II                                                 | Laurie Strode                  | Urbán Andrea        | Rick Rosenthal (1.)          |
| 1981 | Halloween 2.                                    | Halloween II                                                 | Laurie Strode                  | Kiss Virág Magdolna | Rick Rosenthal (1.)          |
| 1982 | Halloween 3. – Boszorkányos időszak             | Halloween III: Season of the Witch                           | telefonos operátor             |                     | Tommy Lee Wallace            |
| 1982 |                                                 | Coming Soon (dokumentumfilm)                                 | narrátor                       |                     | John Landis (1.)             |
| 1983 | Szerepcsere                                     | Trading Places                                               | Ophelia                        | Kiss Erika          | John Landis (2.)             |
| 1983 | Szerepcsere                                     | Trading Places                                               | Ophelia                        | Kökényessy Ági      | John Landis (2.)             |
| 1983 |                                                 | Love Letters                                                 | Anna Winter                    |                     | Amy Holden Jones             |
| 1984 |                                                 | Grandview, U.S.A.                                            | Michelle "Mike" Cody           |                     | Randal Kleiser               |
| 1984 | Nyomul a nyolcadik dimenzió (bővített változat) | The Adventures of Buckaroo Banzai Across the 8th Dimension   | Sandra Banzai                  |                     | W. D. Richter                |
| 1985 | Ingerlő idomok                                  | Perfect                                                      | Jessie Wilson                  |                     | James Bridges                |
| 1987 | Egy szerelmes férfi                             | Un homme amoureux                                            | Susan Elliott                  |                     | Diane Kurys                  |
| 1987 | Némasági fogadalom                              | Amazing Grace and Chuck                                      | Lynn Taylor                    |                     | Mike Newell                  |
| 1988 | Dominick és Eugene                              | Dominick and Eugene                                          | Jennifer Reston                | Virághalmy Judit    | Robert M. Young              |
| 1988 | A hal neve: Wanda                               | A Fish Called Wanda                                          | Wanda Gershwitz                | Kovács Nóra         | Charles Crichton             |
| 1990 | Kék acél                                        | Blue Steel                                                   | Megan Turner                   | Spilák Klára        | Kathryn Bigelow              |
| 1991 | Együtt a csapat                                 | Queens Logic                                                 | Al                             |                     | Steve Rash                   |
| 1991 | My Girl – Az első szerelem                      | My Girl                                                      | Shelly DeVoto                  | Ráckevei Anna       | Howard Zieff (1.)            |
| 1992 | Halhatatlan szerelem                            | Forever Young                                                | Claire Cooper                  | Jani Ildikó         | Steve Miner (1.)             |
| 1993 | Anyja fia                                       | Mother's Boy                                                 | Jude Madigan                   | Spilák Klára        | Yves Simoneau                |
| 1994 | My Girl 2. – Az első igazi kaland               | My Girl 2                                                    | Shelly DeVoto Sultenfuss       | Kocsis Mariann      | Howard Zieff (2.)            |
| 1994 | True Lies – Két tűz között                      | True Lies                                                    | Helen Tasker                   | Bodnár Erika        | James Cameron                |
| 1996 | Lakat alatt                                     | House Arrest                                                 | Janet Beindorf                 | Vándor Éva          | Harry Winer                  |
| 1997 | Fészkes fenevadak                               | Fierce Creatures                                             | Willa Weston                   | Kovács Nóra         | Robert Young                 |
| 1997 | Fészkes fenevadak                               | Fierce Creatures                                             | Willa Weston                   | Kovács Nóra         | Fred Schepisi                |
| 1998 | Fű alatt                                        | Homegrown                                                    | Sierra Kazan                   | Menszátor Magdolna  | Stephen Gyllenhaal           |
| 1998 | H20 – Halloween húsz évvel később               | Halloween H20: 20 Years Later                                | Laurie Strode / Keri Tate      | Kovács Nóra         | Steve Miner (2.)             |
| 1999 | Vírus – Pusztító idegen                         | Virus                                                        | Kit Foster                     | Schell Judit        | John Bruno                   |
| 2000 | Dögölj meg, drága Mona!                         | Drowning Mona                                                | Rona                           | Kovács Nóra         | Nick Gomez                   |
| 2001 | A panamai szabó                                 | The Tailor of Panama                                         | Louisa Pendel                  | Kiss Mari           | John Boorman                 |
| 2001 | A papa és ők                                    | Daddy and Them                                               | Elaine Bowen                   |                     | Billy Bob Thornton           |
| 2001 | Rudolf és az elveszett játékok szigete          | Rudolph the Red-Nosed Reindeer and the Island of Misfit Toys | Camilla királynő (hangja)      |                     | Bill Kowalchuk               |
| 2002 | Halloween – Feltámadás                          | Halloween: Resurrection                                      | Laurie Strode                  | Fésűs Bea           | Rick Rosenthal (2.)          |
| 2003 | Nem férek a bőrödbe                             | Freaky Friday                                                | Tess Coleman / Anna Coleman    | Kiss Mari           | Mark Waters                  |
| 2004 | Kelekótya karácsony                             | Christmas with the Kranks                                    | Nora Krank                     | Kovács Nóra         | Joe Roth                     |
| 2005 | A gyerek, meg én                                | The Kid & I                                                  | önmaga                         | Menszátor Magdolna  | Penelope Spheeris            |
| 2008 | Gazdátlanul Mexikóban                           | Beverly Hills Chihuahua                                      | Vivian Ashe                    | Kovács Nóra         | Raja Gosnell                 |
| 2010 | Már megint Te?!                                 | You Again                                                    | Gail Byer Olsen                | Borbás Gabi         | Andy Fickman                 |
| 2011 |                                                 | The Little Engine That Could                                 | Beverly "Bev" (hangja)         |                     | Elliot M. Bour               |
| 2012 |                                                 | From Up on Poppy Hill                                        | Ryoko Matsuzaki (angol hangja) |                     | Mijazaki Goró                |
| 2014 | Veronica Mars                                   | Veronica Mars                                                | Gayle Buckley                  | Kiss Mari           | Rob Thomas                   |
| 2015 |                                                 | Spare Parts                                                  | Karen Lowry igazgató           |                     | Sean McNamara                |
| 2017 |                                                 | Hondros                                                      | nem szerepel                   |                     | Greg Campbell                |
| 2018 | Halloween                                       | Halloween                                                    | Laurie Strode                  | Kovács Nóra         | David Gordon Green (1.)      |
| 2018 | Járulékos veszteség                             | An Acceptable Loss                                           | Rachel Burke                   | Kovács Nóra         | Joe Chappelle                |
| 2019 | Tőrbe ejtve                                     | Knives Out                                                   | Linda Drysdale-Thrombrey       | Kovács Nóra         | Rian Johnson                 |
| 2021 | Gyilkos Halloween                               | Halloween Kills                                              | Laurie Strode                  | Kovács Nóra         | David Gordon Green (2.)      |
| 2021 |                                                 | Senior Entourage                                             | Jamie                          |                     | Brian Connors                |
| 2022 | Minden, mindenhol, mindenkor                    | Everything Everywhere All at Once                            | Deirdre Beaubeirdra            | Kovács Nóra         | Dan Kwan és Daniel Scheinert |
| 2022 | A Halloween véget ér                            | Halloween Ends                                               | Laurie Strode                  | Kovács Nóra         | David Gordon Green (3.)      |
| 2023 | Kísértetkastély                                 | Haunted Mansion                                              | Madame Leota                   | Kovács Nóra         | Justin Simien                |
| 2024 | Borderlands                                     | Borderlands                                                  | Dr. Patricia Tannis            | Kovács Nóra         | Eli Roth                     |
| 2024 | Az utolsó táncosnő                              | The Last Showgirl                                            | Annette                        |                     | Gia Coppola                  |
| 2025 | Már megint nem férek a bőrödbe                  | Freakier Friday                                              | Tess Coleman                   | Kovács Nóra         | Nisha Ganatra                |

### Televízió
| Év        | Magyar cím                       | Eredeti cím                                       | Szerep                     | Megjegyzések                                      |
| --------- | -------------------------------- | ------------------------------------------------- | -------------------------- | ------------------------------------------------- |
| 1977      |                                  | Quincy, M.E.                                      | lány az öltözőben          | 1 epizód                                          |
| 1977      |                                  | The Hardy Boys/Nancy Drew Mysteries               | Mary                       | 1 epizód                                          |
| 1977      | Columbo                          | Columbo                                           | pincérnő                   | - 1 epizód - (A szuperintelligens gyilkos csődje) |
| 1977–1978 |                                  | Operation Petticoat                               | Barbara Duran hadnagy      | főszereplő                                        |
| 1978      | Charlie angyalai                 | Charlie's Angels                                  | Linda Frey                 | 1 epizód                                          |
| 1978      | Szerelemhajó                     | The Love Boat                                     | Linda                      | 1 epizód                                          |
| 1979      |                                  | Buck Rogers in the 25th Century                   | Jen Burton                 | 1 epizód                                          |
| 1980–1984 | Saturday Night Live              | Saturday Night Live                               | önmaga (házigazda)         | 3 epizód                                          |
| 1981      | Lányok a seregben                | She's in the Army Now                             | Rita Jennings közlegény    | - tévéfilm - magyar hangja: - Kiss Erika          |
| 1981      |                                  | Death of a Centerfold: The Dorothy Stratten Story | Dorothy Stratten           | tévéfilm                                          |
| 1982      |                                  | Callahan                                          | Rachel Bartlett            | tévéfilm                                          |
| 1982      |                                  | Money on the Side                                 | Michelle Jamison           | tévéfilm                                          |
| 1985      |                                  | Tall Tales & Legends                              | Annie Oakley               | 1 epizód                                          |
| 1986      |                                  | As Summers Die                                    | Whitsey Loftin             | tévéfilm                                          |
| 1989–1992 |                                  | Anything but Love                                 | Hannah Miller              | - főszereplő - rendező (1 epizód)                 |
| 1995      |                                  | The Heidi Chronicles                              | Heidi Holland              | tévéfilm                                          |
| 1996      |                                  | The Drew Carey Show                               | Sioux                      | 1 epizód                                          |
| 1998      | Nicholas ajándéka                | Nicholas' Gift                                    | Maggie Green               | - tévéfilm - magyar hangja: - Kovács Nóra         |
| 2000      |                                  | Pigs Next Door                                    | Clara (hangja)             | 1 epizód                                          |
| 2005      |                                  | A Home for the Holidays                           | műsor házigazdája          | tévéfilm                                          |
| 2012      | NCIS                             | NCIS                                              | Dr. Samantha Ryan          | 5 epizód                                          |
| 2012–2018 | Új csaj                          | New Girl                                          | Joan Day                   | 6 epizód                                          |
| 2014      |                                  | Only Human                                        | Evelyn Lang                | tévéfilm                                          |
| 2015–2016 | Scream Queens – Gyilkos történet | Scream Queens                                     | Cathy Munsch               | - főszereplő - rendező (1 epizód)                 |
| 2019      |                                  | Guest Grumps                                      | önmaga                     | websorozat (1 epizód)                             |
| 2020      | Archer                           | Archer                                            | Bruchstein ügynök (hangja) | 1 epizód                                          |
| 2022      | Zsaruk bevetésen                 | Reno 911!                                         | Donna Fritzgibbons hadnagy | 1 epizód                                          |
| 2023–2025 | A mackó                          | The Bear                                          | Donna Berzatto             | 7 epizód                                          |
| 2024      | Az enyveskezű                    | The Sticky                                        | Bo Shea                    | 2 epizód vezető producer                          |
| 2025      | Star Trek: A 31-es szekció       | Star Trek: Section 31                             | Központ                    | - tévéfilm - magyar hangja: - Kovács Nóra         |

## Gyerekkönyvek
- When I was Little: A Four-Year Old's Memoir Of Her Youth, 1993.
- Tell Me Again About The Night I was Born, 1996.
- Today I Feel Silly, and Other Moods That Make My Day, 1998;
- Where Do Balloons Go?: An Uplifting Mystery, 2000.
- I'm Gonna Like Me: Letting Off a Little Self-Esteem, 2002.
- It's Hard to Be Five: Learning How to Work My Control Panel, 2004.
- Is There Really A Human Race?, 2006.
- Big Words for Little People, ISBN 978-0-06-112759-5, 2008.
- My Friend Jay, 2009.
- My Mommy Hung the Moon: A Love Story, 2010.
- My Brave Year of Firsts, 2016.
- This Is Me: A Story of Who We Are and Where We Came From, 2016.
- Me, Myselfie & I: A Cautionary Tale, 2018.[11]

## Fontosabb díjak, jelölések
Arany Oroszlán életműdíj (2021)
Oscar-díj
- 2023 díj: legjobb női mellékszereplő  (Minden, mindenhol, mindenkor)

BAFTA-díj
- 1984 díj: legjobb női mellékszereplő  (Szerepcsere)
- 2025 jelölés: legjobb női mellékszereplő  (Az utolsó táncosnő)
- 2023 jelölés: legjobb női mellékszereplő  (Minden, mindenhol, mindenkor)
- 1989 jelölés: legjobb női főszereplő  (A hal neve: Wanda)

Golden Globe-díj
- 1995 díj: legjobbnői főszereplő musical/vígjáték  (Két tűz között)
- 1990 díj: legjobb női főszereplő vígjátéksorozat (Anything But Love)
- 2023 jelölés: legjobb női mellékszereplő  (Minden, mindenhol, mindenkor)
- 2016 jelölés: legjobb női főszereplő vígjátéksorozat (Scream Queens: Gyilkos történet)
- 2004 jelölés: legjobb női főszereplő musical/vígjáték  (Nem férek a bőrödbe)
- 1996 jelölés: legjobb női főszereplő minisorozat vagy tévéfilm (The Heidi Chronicles)
- 1992 jelölés: legjobb női főszereplő vígjátéksorozat (Anything But Love)
- 1989 jelölés: legjobbnői főszereplő musical/vígjáték (A hal neve Wanda)

Primetime Emmy-díj
- 2024 díj: legjobb vendégszínésznő vígjátéksorozat (A mackó)
- 2025 jelölés: legjobb vendégszínésznő vígjátéksorozat (A mackó)
- 1998 jelölés: legjobb női főszereplő minisorozat vagy tévéfilm (Nicholas ajándéka)

## Származása
| Jamie Lee Curtis (Los Angeles, 1958. nov. 22.) színésznő, író | Apja: Tony Curtis Bernard Schwartz (New York, Bronx, 1925. jún. 3.– Las Vegas, 2010. szept. 29.) színész             | Apai nagyapja: Schwartz Emanuel (Mátészalka – New York) szabó | Apai nagyapai dédapja: Schwartz Viktor |
| Jamie Lee Curtis (Los Angeles, 1958. nov. 22.) színésznő, író | Apja: Tony Curtis Bernard Schwartz (New York, Bronx, 1925. jún. 3.– Las Vegas, 2010. szept. 29.) színész             | Apai nagyapja: Schwartz Emanuel (Mátészalka – New York) szabó | Apai nagyapai dédanyja: n.a.           |
| Jamie Lee Curtis (Los Angeles, 1958. nov. 22.) színésznő, író | Apja: Tony Curtis Bernard Schwartz (New York, Bronx, 1925. jún. 3.– Las Vegas, 2010. szept. 29.) színész             | Apai nagyanyja: Klein Ilona (Debrecen – New York)             | Apai nagyanyai dédapja: n.a.           |
| Jamie Lee Curtis (Los Angeles, 1958. nov. 22.) színésznő, író | Apja: Tony Curtis Bernard Schwartz (New York, Bronx, 1925. jún. 3.– Las Vegas, 2010. szept. 29.) színész             | Apai nagyanyja: Klein Ilona (Debrecen – New York)             | Apai nagyanyai dédanyja: n.a.          |
| Jamie Lee Curtis (Los Angeles, 1958. nov. 22.) színésznő, író | Anyja: Janet Leigh Jeanette Helen Morrison (Merced, Kalifornia, 1927. júl. 6.– Los Angeles, 2004. okt. 3.) színésznő | Anyai nagyapja: Frederick Robert Morrison                     | Anyai nagyapai dédapja: n.a.           |
| Jamie Lee Curtis (Los Angeles, 1958. nov. 22.) színésznő, író | Anyja: Janet Leigh Jeanette Helen Morrison (Merced, Kalifornia, 1927. júl. 6.– Los Angeles, 2004. okt. 3.) színésznő | Anyai nagyapja: Frederick Robert Morrison                     | Anyai nagyapai dédanyja: n.a.          |
| Jamie Lee Curtis (Los Angeles, 1958. nov. 22.) színésznő, író | Anyja: Janet Leigh Jeanette Helen Morrison (Merced, Kalifornia, 1927. júl. 6.– Los Angeles, 2004. okt. 3.) színésznő | Anyai nagyanyja: Helen Lita Westergaard                       | Anyai nagyanyai dédapja: n.a.          |
| Jamie Lee Curtis (Los Angeles, 1958. nov. 22.) színésznő, író | Anyja: Janet Leigh Jeanette Helen Morrison (Merced, Kalifornia, 1927. júl. 6.– Los Angeles, 2004. okt. 3.) színésznő | Anyai nagyanyja: Helen Lita Westergaard                       | Anyai nagyanyai dédanyja: n.a.         |

## Fordítás
- Ez a szócikk részben vagy egészben  a   Jamie Lee Curtis című angol Wikipédia-szócikk fordításán alapul.  Az eredeti cikk szerkesztőit annak laptörténete sorolja fel. Ez a jelzés csupán a megfogalmazás eredetét és a szerzői jogokat jelzi, nem szolgál a cikkben szereplő információk forrásmegjelöléseként.